# Авенариус, Фердинанд
Фердинанд Эрнст Альберт Авенариус (нем. Ferdinand Ernst Albert Avenarius; 1856—1923) — немецкий лирический поэт, редактор и издатель; номинировался на Нобелевскую премию по литературе.

## Биография
Фердинанд Авенариус родился 20 декабря 1856 года в Берлине. Его отец, Эдуард Авенариус (нем. Eduard Avenarius), издатель из Лейпцига, основал совместную дочернюю компанию с издательством «Bibliographisches Institut & F. A. Brockhaus». Мать — Цецилия Авенариус (в девичестве Гейер, нем. Cäcilie née Geyer, 1815–1893) — была дочерью известного немецкого актёра и художника Людвига Генриха Кристиана Гейера.  Также был младшим братом философа Рихарда Авенариуса и дальним родственником композитора Рихарда Вагнера.
Фердинанд посещал школы в родном городе и в Дрездене, затем изучал медицину и естественные науки в Лейпциге и Цюрихе; помимо этого слушал лекции по истории искусства и литературы, а также по философии.

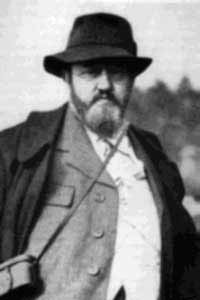
Фердинанд Авенариус

После путешествия в Италию и Швейцарию и после получения высшего образования он в 1882 году вернулся в Дрезден, где пять лет спустя основал прогрессивный журнал «Der Kunstwart», в котором особое место занимали немецкая культура, литература и музыка и делался акцент на эстетическом воспитании читателя.
В 1902 году Фердинанд Авенариус создал организацию «Дюрербунд», названную в честь Альбрехта Дюрера. Она представляла собой творческое объединение писателей и художников, которое впоследствии оказало заметное влияние на интеллектуальную жизнь среднего класса не только в Германии, но и в Австрии и Швейцарии. Дюрербунд поддерживал молодых авторов, таких как Германн Хефкер, и одновременно сражался против всех проявлений «низкого вкуса».
Авенариус стал особенно известен как редактор и издатель. В 1902 году он опубликовал антологию немецкой поэзии под заглавием «Hausbuch Deutscher Lyrik», которая пользовалась большим успехом у читателей.
С 1903 года Авенариус стал проводить летние месяцы в городке Кампен на берегу Северного моря и внёс существенный вклад в популяризацию германского острова Зильт как курорта. Позднее он стал первым почётным гражданином в истории Кампена. Ещё одно звание поэт получил от Гейдельбергского университета, который избрал его почётным доктором.
Уже в 1914 году Фердинанд Авенариус восстал против военной пропаганды в Германии. В 1918 году он также выступил и против стран Антанты, опубликовав обширный труд под заголовком «Писания для настоящего мира», где осудил Версальский мир, поскольку тот обвинял в милитаристических устремлениях исключительно Германию, тем самым «препятствуя справедливому миру».
Поэт номинировался на Нобелевскую премию по литературе, и хотя награда была присуждена другому автору, оказаться в списке сильнейших литераторов планеты — огромное достижение для писателя.
Фердинанд Эрнст Альберт Авенариус умер 22 сентября 1923 года в Кампене.